# Cyclaspis unicornis
Cyclaspis unicornis är en kräftdjursart som beskrevs av William Thomas Calman 1907. Cyclaspis unicornis ingår i släktet Cyclaspis och familjen Bodotriidae. Inga underarter finns listade i Catalogue of Life.